# Saison 2016-2017 du Marseille Hockey Club
Saison précédente Saison suivante
La saison 2016-2017 du Marseille Hockey Club est la cinquième de l'histoire du club.
L'équipe est entraînée par Luc Tardif Jr..

## Avant-saison
L'intersaison est marquée par l'arrivée d'un nouveau président à la tête du club. Connu dans le milieu du hockey, Alain Anglés prend les commandes du club et succède à Sébastien Brun. Le club change alors de logo, de nom passant de Massilia à Marseille. Pour sa seconde saison en Division 2, le club va s'appuyer sur l'ossature de l'effectif présent en renforçant les postes nécessaires par des joueurs de gros calibre. Deux anciens joueurs professionnels arrivent au club, Thibault Geffroy et Nicolas Deshaies habitués aux joutes de la ligue Magnus, Tardif qui a raccroché les patins s'appuie sur ces deux relais respectivement en attaque et en défense. Le club fait également appelle à la filière tchèque ; sur les conseils de Coufal (repositionné en défense) le club recrute deux attaquants : Sajdl et Lehečka. Le club vise également des jeunes français comme Jayat, Pointel ou Verdier.

## Effectif
| No    | Nom                  | Nat. | Position  | Arrivée                                      |
| ----- | -------------------- | ---- | --------- | -------------------------------------------- |
| +029, | Cyprien Bautru       |      | Gardien   | 2012 - Hiboux d'Aubagne                      |
| +030, | Benoît Niclot        |      | Gardien   | 2015 - Pingouins de Morzine-Avoriaz-Les Gets |
| +009, | Thomas Lebailly – A  |      | Défenseur | 2014 - Comèdes de Meudon                     |
| +011, | François Pointel     |      | Défenseur | 2016 - Rapaces de Gap                        |
| +015, | Vivien Huerta        |      | Défenseur | 2012 - Hiboux d'Aubagne                      |
| +019, | Joris Cella          |      | Défenseur | 2012 - Gabians de Marseille                  |
| +033, | Nicolas Deshaies     |      | Défenseur | 2016 - Pingouins de Morzine-Avoriaz-Les Gets |
| +044, | Filip Vychodil       |      | Défenseur | 2015 - Jokers de Cergy-Pontoise              |
| +089, | Viktor Coufal        |      | D/AD      | 2015 - HK Jestřábi Prostějov                 |
| +008, | Armand Jayat         |      | C         | 2016 - Yétis du Mont-Blanc                   |
| +010, | Émilien Verdier      |      | AD        | 2016 - Coqs de Courbevoie                    |
| +014, | Justin Fuller        |      | C         | 2016 - Canterbury Red Devils                 |
| +017, | Robin Garnier        |      | AD        | 2014 - Yétis du Mont-Blanc                   |
| +018, | Jakub Lehečka        |      | AD        | 2016 - HC Nový Jičín                         |
| +021, | Julien Rives         |      | AD        | 2012 - Boucaniers de Toulon                  |
| +026, | Thibault Geffroy – A |      | C         | 2016 - Drakkars de Caen                      |
| +038, | Jordy Anglés         |      | AG        | 2015 - Étoile noire de Strasbourg            |
| +051, | Morgan Pagni         |      | AG        | 2014 - Rattlers de Bradford                  |
| +067, | Roman Novotný – C    |      | C         | 2013 - Corsaires de Nantes                   |
| +071, | Jakub Sajdl          |      | AG        | 2016 - SHK Hodonín                           |
| +091, | Mathieu Ouellette    |      | AG        | 2016 - sans club                             |

## Tenues utilisées par l'équipe
| Tenue domicile | Tenue extérieur |

## Compétitions

### Championnat

#### Saison Régulière

##### Classement et statistiques

###### Classement
| Clt   | Équipe           | PJ | V  | VP | D  | DP | BP  | BC  | Diff | Pts |
| ----- | ---------------- | -- | -- | -- | -- | -- | --- | --- | ---- | --- |
| +001, | Montpellier      | 18 | 12 | 1  | 4  | 1  | 107 | 69  | +38  | 39  |
| +002, | Mont-Blanc       | 18 | 13 | 0  | 5  | 0  | 94  | 68  | +26  | 39  |
| +003, | Annecy           | 18 | 8  | 4  | 3  | 3  | 83  | 60  | +23  | 35  |
| +004, | Chambéry         | 18 | 9  | 0  | 7  | 2  | 105 | 85  | +20  | 29  |
| +005, | Villard-de-Lans  | 18 | 7  | 3  | 6  | 2  | 80  | 97  | -17  | 29  |
| +006, | Marseille        | 18 | 6  | 3  | 6  | 3  | 90  | 85  | +5   | 27  |
| +007, | Limoges          | 18 | 6  | 3  | 7  | 2  | 95  | 90  | +5   | 26  |
| +008, | Roanne           | 18 | 7  | 0  | 9  | 2  | 99  | 102 | -3   | 23  |
| +009, | Toulouse-Blagnac | 18 | 5  | 3  | 9  | 1  | 66  | 64  | +2   | 22  |
| +010, | Avignon          | 18 | 0  | 0  | 17 | 1  | 32  | 131 | -99  | 1   |

- Qualifié pour les huitièmes de finale
- Dispute la poule de maintien

###### Statistiques de la poule
| Équipe           | MJ | Supériorité numérique | Supériorité numérique | Supériorité numérique | Supériorité numérique | Inferiorité numérique | Inferiorité numérique | Inferiorité numérique | Inferiorité numérique |
| Équipe           | MJ | BPSUP                 | NB                    | %                     | BCSUP                 | BCINF                 | NB                    | %                     | BPINF                 |
| ---------------- | -- | --------------------- | --------------------- | --------------------- | --------------------- | --------------------- | --------------------- | --------------------- | --------------------- |
| Annecy           | 18 | 16                    | 114                   | 14.04                 | 6                     | 13                    | 82                    | 84.15                 | 3                     |
| Avignon          | 18 | 6                     | 96                    | 6.25                  | 3                     | 18                    | 109                   | 83.49                 | 0                     |
| Chambéry         | 18 | 20                    | 92                    | 21.74                 | 9                     | 22                    | 115                   | 80.87                 | 11                    |
| Limoges          | 18 | 21                    | 126                   | 16.67                 | 3                     | 31                    | 115                   | 73.04                 | 11                    |
| Marseille        | 18 | 16                    | 84                    | 19.05                 | 5                     | 18                    | 108                   | 83.33                 | 5                     |
| Mont-Blanc       | 18 | 12                    | 101                   | 11.88                 | 4                     | 8                     | 102                   | 92.16                 | 4                     |
| Montpellier      | 18 | 18                    | 100                   | 18.00                 | 2                     | 17                    | 103                   | 83.50                 | 4                     |
| Roanne           | 18 | 31                    | 106                   | 29.25                 | 5                     | 18                    | 96                    | 81.05                 | 3                     |
| Toulouse-Blagnac | 18 | 23                    | 123                   | 18.70                 | 3                     | 16                    | 105                   | 84.76                 | 0                     |
| Villard-de-Lans  | 18 | 16                    | 95                    | 16.84                 | 7                     | 18                    | 103                   | 82.52                 | 6                     |

## Statistiques

### Statistiques collectives
| Compétition      | Débute au tour | Termine         | Matches joués | Victoires | Victoires prl/tab | Défaites | Défaites prl/tab | Buts pour | Buts contre | Différence |
| ---------------- | -------------- | --------------- | ------------- | --------- | ----------------- | -------- | ---------------- | --------- | ----------- | ---------- |
| Saison Régulière | -              | -               | 18            | 6         | 3                 | 6        | 3                | 90        | 85          | +5         |
| Play-offs        | 1/8e de finale | 1/4 de finale   | 4             | 2         | 0                 | 2        | 0                | 17        | 22          | -5         |
| Coupe de France  | Premier tour   | 1/16e de finale | 2             | 1         | 0                 | 1        | 0                | 4         | 10          | -6         |
| Total            | -              | -               | 23            | 9         | 3                 | 9        | 3                | 111       | 117         | -6         |

## Résumé de la saison
Après un début de saison en dents de scie, les Marseillais vont enchaîner des victoires à domicile en championnat. En Coupe de France l'élimination est rapide, les Spartiates rencontrent les Rapaces de Gap et si la défaite paraît sévère (7-0) elle montre la progression de l'équipe (défaite 14-0 lors de leur précédent affrontement). En championnat le parcours est correct mais l'équipe connait un passage à vide lors du mois de décembre avec 3 défaites. La reprise après les fêtes est du même acabit, avec, une défaite cinglante face aux Yétis du Mont-Blanc, 7-2. Les hommes de Luc Tardif Junior vont alors enchaîner avec une série de victoires. La première 3 jours plus tard chez les Castors d'Avignon, à domicile face à Roanne tout juste 4 jours après leur dernier match et à l'extérieur chez les Bélougas de Toulouse-Blagnac. À deux matchs de la fin de la phase de poule la quatrième place est toujours accessible mais les Marseillais la laisse échapper avec deux défaites juste avant les play-offs.
Au premier tour des play-offs, les Spartiates vont retrouver les Jets d'Évry Viry qu'ils ont affronté la saison passée. Après une victoire par un but d'écart au match aller, les Marseillais s'imposent largement à Viry 8-4 et se qualifient pour les 1/4 de finale. Ils les joueront face aux Yétis du Mont-Blanc.
Le match aller des quarts de finale est délocalisé à Montpellier en raison du Championnat de France de ping-pong qui a lieu à la patinoire ; le score final est sans appel et les Yétis s'impose 8 buts à 3. Au retour, les Yétis gagnent à nouveau par 5 buts d'écart. La saison s'arrête là pour les Spartiates qui atteignent leur plus haut-niveau de compétition.

### Retransmissions télévisuelles
À la suite du partenariat passé par la Fédération, le 1/16e de finale de Coupe de France face à Gap est retransmis sur la plateforme Fanseat ; c'est le premier match filmé de la jeune équipe marseillaise. Au mois de janvier, les Spartiates inaugurent en France la formule Fanseat Go qui propose aux clubs de diffuser leurs matchs. Le choc face aux Renards de Roanne est donc le premier en France à être diffusé sur cette plateforme.

## Bilan
L'année a été mitigé. Si les objectifs ont été atteints, les résultats en dents de scie n'ont paas pu permettre aux Marseillais de se projeter au long de l'année.